# Takakura Asako
Takakura Asako (高倉 麻子, sinh ngày 19 tháng 4 năm 1968) là một cựu cầu thủ bóng đá nữ người Nhật Bản.

## Đội tuyển bóng đá nữ quốc gia Nhật Bản
Takakura Asako thi đấu cho đội tuyển bóng đá nữ quốc gia Nhật Bản từ năm 1984 đến 1999.

## Thống kê sự nghiệp
| Nhật Bản  | Nhật Bản | Nhật Bản |
| Năm       | Trận     | Bàn      |
| --------- | -------- | -------- |
| 1984      | 3        | 0        |
| 1985      | 0        | 0        |
| 1986      | 11       | 3        |
| 1987      | 3        | 4        |
| 1988      | 3        | 0        |
| 1989      | 6        | 3        |
| 1990      | 4        | 2        |
| 1991      | 12       | 4        |
| 1992      | 0        | 0        |
| 1993      | 5        | 6        |
| 1994      | 7        | 2        |
| 1995      | 9        | 0        |
| 1996      | 10       | 0        |
| 1997      | 0        | 0        |
| 1998      | 0        | 0        |
| 1999      | 6        | 5        |
| Tổng cộng | 79       | 29       |